# Haaslava
Haaslava – wieś w Estonii, w prowincji Tartu, w gminie Kastre.

## Historia
Przed reformą estońskiej administracji samorządu lokalnego w 2017 roku wieś Haaslava należała do gminy Haaslava.